# غاري ك. وولف
غاري ك. وولف (بالإنجليزية: Gary K. Wolf)‏‏ (24 يناير 1941 في إيرلفيل - ) كاتب، وروائي، وكاتب خيال علمي من الولايات المتحدة.

## الجوائز
- جائزة هوغو لأفضل طرح درامي

## روابط خارجية
- غاري ك. وولف على موقع IMDb (الإنجليزية)
- غاري ك. وولف على موقع ديسكوغز (الإنجليزية)
- غاري ك. وولف على موقع قاعدة بيانات الفيلم (الإنجليزية)